# Chien dans la culture
Le chien dans la culture apparaît aussi bien dans l'art que dans la culture populaire et revêt des symboliques différentes selon la culture de chaque région.

## Mythes et légendes

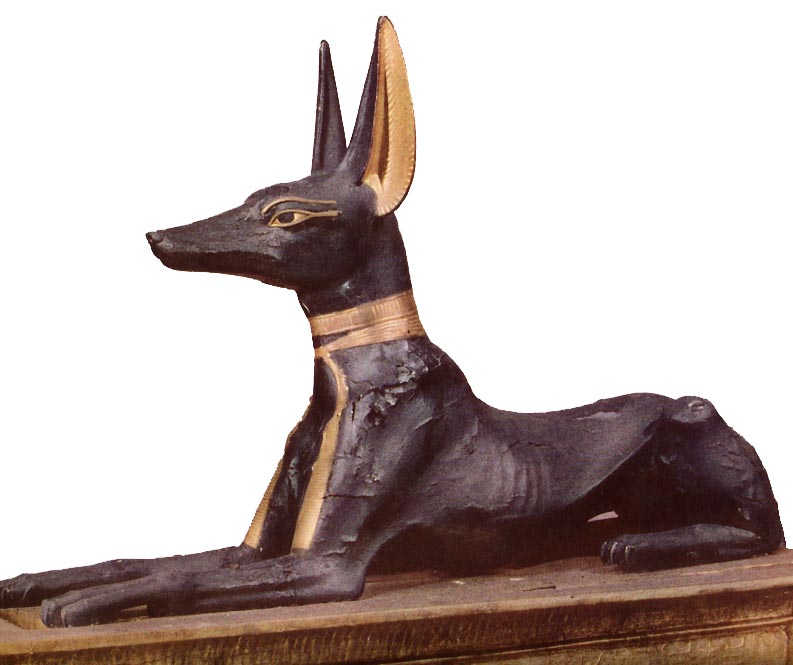
Statue d'Anubis.

Le chien tient une place importante dans la mythologie car il est considéré comme un animal psychopompe. C'est-à-dire qu’il guide les âmes jusqu’au royaume des morts. L’on retrouve le symbolisme du loup initiateur et gardien du royaume des morts chez de nombreux peuples : Égyptiens (Anubis le dieu des morts et conducteur d’âmes, à tête de chien ou de chacal), Grecs (Cerbère le chien monstrueux à trois têtes, gardien des Enfers), Scandinaves avec Garm qui sera déchaîné au moment du Ragnarök, Sioux (le loup est appelé « chien de dessous-terre » et le coyote « chien qui rit »), Bantous (le chien délivre les messages des morts au sorcier en transe), Mexicains (Xolotl dieu chien jaune qui accompagna le soleil dans son voyage sous la terre pour le protéger durant la nuit).
Chez les Celtes, le chien était considéré comme un animal au courage exceptionnel. Qualifier quelqu’un de « chien » dans cette civilisation, était rendre hommage à la bravoure de l’intéressé. Le héros Cúchulainn (chien de Culann) de la mythologie celtique irlandaise en est l’image la plus emblématique. Pour les Chinois, le chien est le onzième des douze animaux qui apparaît dans le zodiaque. Il est dit sensible à tout ce qui touche à l’injustice, intelligent et serviable.
On trouve également de nombreuses légendes sur le chien ou son ancêtre le loup : les chiens noirs fantômes du folklore britannique, les loups-garous, les fameuses bêtes du Gévaudan, du Nivernais ou de l’Aubrac,

## Religion
Les aléas de la domestication du chien expliquent sans doute l'image ambiguë, tantôt positive, tantôt négative, de cet animal[évasif]. S'il a été domestiqué dans une période comprise entre le Paléolithique et le Néolithique, cette domestication n'était toutefois pas nécessairement entière (on parle parfois, encore aujourd'hui, de chien paria), et fut vraiment précédée par une période de cohabitation instable, chiens, loups et hommes s'unissant dans la traque d'un même gibier. Le terme de « chien paria » a toutefois été utilisé, notamment au Japon de l'ère Meiji, pour qualifier les chiens domestiques endémiques (« japonais »), par opposition aux races britanniques, symbolisant des chiens « civilisés » . Accusés de transmettre la rage et de s'attaquer au bétail, les premiers étaient ainsi pourchassés et tués par la police japonaise, tandis que les seconds étaient au contraire protégés . L'essor du nationalisme japonais au début du XXe siècle mit fin à ces pratiques, en réhabilitant les races locales .
Les chiens sont au Moyen Âge plutôt considérés comme de fidèles compagnons par les chrétiens, tandis que les hébreux et les musulmans continuaient à mépriser les chiens sauvages ou marrons rôdant en bandes affamées, volontiers charognards, propageant la rage et copulant à la vue des passants,.
Ainsi pour un musulman, une des pires injure serait d'être traité de « chien ».

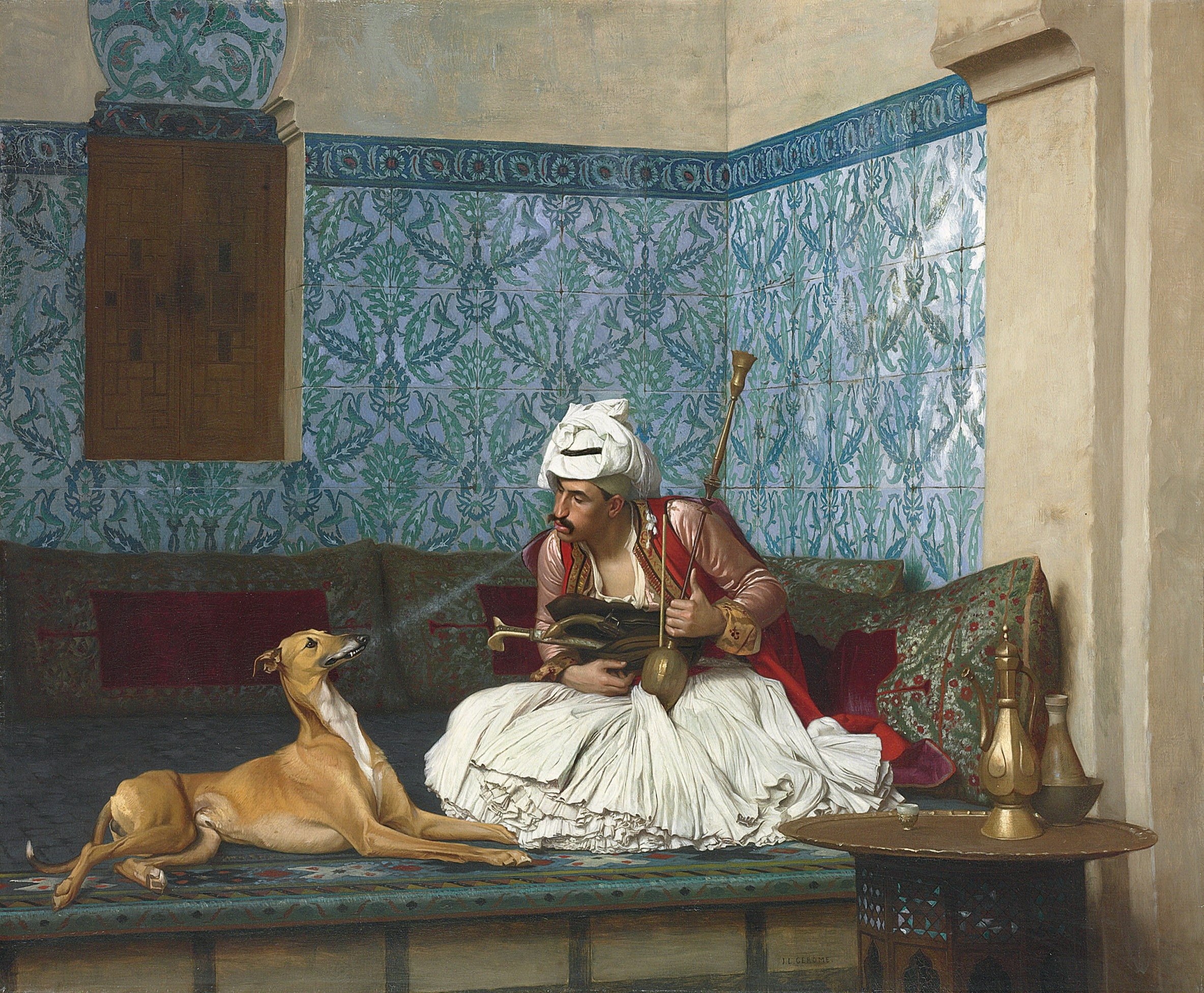
Une plaisanterie (1882) par Jean-Léon Gérôme représentant un musulman dans son salon soufflant une bouffée provenant du narguilé à son chien, un lévrier arabe

Pourtant le Coran fait peu référence au chien, si ce n'est au chien de chasse : il est considéré comme bon de manger la viande d'un animal tué par un chien domestique après avoir prononcé le nom de Dieu. De même, le chien y est présenté comme un animal fidèle ou présenté comme un réfugié à part entière des Dormants de la Caverne, cachés là car ils étaient persécutés pour leur croyance en Dieu.
En Islam, la perception du chien est nuancée : malgré certaines restrictions liées à la pureté rituelle, les chiens sont respectés pour leurs rôles de protection et leur fidélité, comme illustré dans le Coran et les Hadiths.
Les Hadiths abordent davantage la question du chien. Selon ces récits, Mahomet aurait dit qu'un homme qui donne à boire à un chien assoiffé sera pardonné de ses péchés, il précise qu'il en va de même pour l'aide apportée à tout autre animal. Il aurait également déconseillé aux musulmans de garder dans leurs maisons des chiens appartenant à des races autres que des chiens de chasse, chiens de berger ou chiens de garde pour les terrains (par  les terrains il faut comprendre les champs).
Le Talmud n'approuve pas non plus la détention d'un chien chez soi, où il doit alors être constamment enchaîné. Il est interdit à une veuve de vivre seule avec un chien, de crainte d'être soupçonnée d'avoir des « relations interdites ».
Dans l'iconographie chrétienne, le chien qui est représenté aux côtés des saints a un rôle positif et actif. Par exemple Saint Wendelin est accompagné d'un chien de berger, tandis qu'on attribue à saint Eustache, saint Hubert et saint Julien l'Hospitalier des chiens de chasse. Dans la peinture dominicaine, les chiens ont pour rôle de mettre en fuite des loups, représentant les hérétiques, qui s’attaquent aux brebis, image des fidèles.
Dans l'Antiquité grecque, le chien est également utilisé lors d'insultes : ainsi, Agamemnon traite-t-il Achille « d'Homme à l'œil de chien, au cœur de cerf ». Le juron préféré de Socrate est Par le chien, et se rapporte au dieu égyptien Anubis.

## Contes populaires
- Le vieux Sultan et Les Musiciens de Brême, contes des Frères Grimm dont l'un des protagonistes est un chien.
- L'ours, le chien et le chat et Le chien et le coq, contes russes
- Le chien et le chat, conte africain
- Sidi Noumane (Le Chien du Tsar), conte arabe et est-européen à propos d'un homme transformé en chien

## Expressions, proverbes et idiotismes
De nombreuses expressions sont en rapport avec le chien et présentent une connotation tantôt positive, tantôt négative. Les expressions les moins flatteuses, « un caractère de chien », « un temps de chien », « traiter quelqu’un comme un chien », « avoir une vie de chien » sont cependant plus nombreuses que les déclinaisons élogieuses telles que « avoir du chien ».
Plusieurs proverbes sont également entrés dans le langage courant en rapport avec les relations homme-chien comme « Chien qui aboie ne mord pas » ou « Qui veut noyer son chien l'accuse de la rage ».

## Symboles
D'après le dictionnaire des symboles, le chien est lié à une trinité élémentaire terre, eau et lune, à symbolique végétative, féminine, sexuelle et divinatoire, aussi bien dans le domaine inconscient que pour le subconscient. Son rôle principal est celui de psychopompe, « guide de l'homme durant la nuit de la mort après avoir été son compagnon durant le jour de la vie. »

## Astronomie
Le chien est aussi représenté en astronomie depuis Ptolémée, par les constellations du Grand Chien (Canis Major) qui abrite Sirius l’étoile la plus brillante du ciel, celle du Petit Chien (Canis Minor) qui accueille Procyon, l’étoile se levant juste avant Sirius, et la constellation boréale des Chiens de chasse (Canes Venatici) dont la découverte est plus récente.

## Chien dans l'art

### Peinture et sculpture

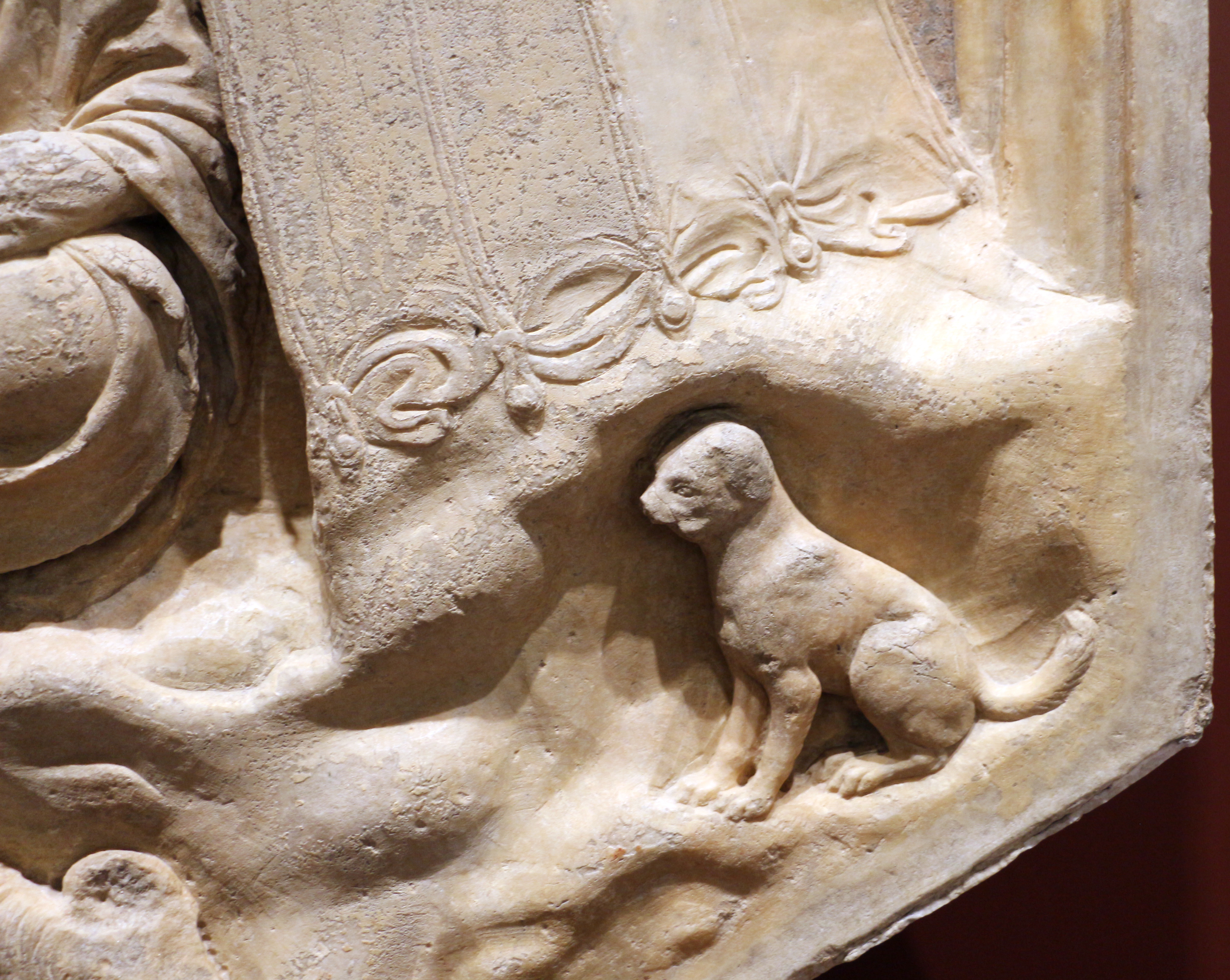
Le chien comme détail.

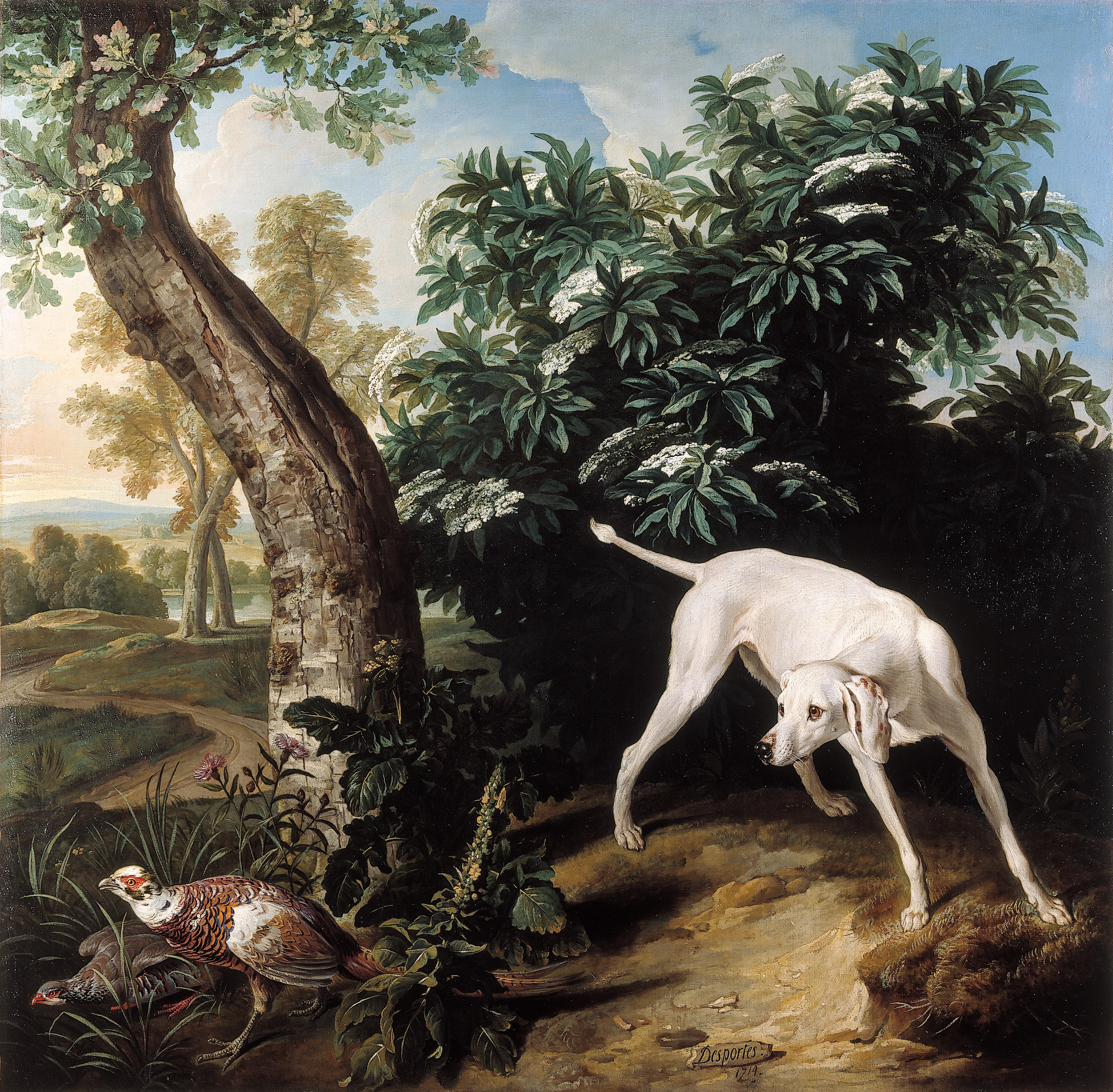
Chienne blanche devant un buisson de sureau (1714) par Alexandre-François Desportes.

Les premières représentations du chien dans la peinture et la sculpture apparaissent dès l'Antiquité. Compagnon de chasse au Moyen Âge, il est représenté dans les enluminures et les peintures murales. Dans les peintures de la Renaissance, il est représenté dans les scènes de vie quotidiennes. C'est à partir du XVIe siècle que l'on voit apparaître les premiers portraits seuls de chien. Mais c'est au XVIIIe siècle que l'on voit apparaître un véritable engouement pour la peinture animalière avec des artistes comme Alexandre-François Desportes.
Au XIXe siècle, le peintre Louis Godefroy Jadin, peintre de la vénerie sous Napoléon III, est surnommé par Arsène Houssaye le « Michel-Ange des chiens ».
Le siècle suivant, le chien devient un motif d'expérimentation pour les avant-gardes du XXe siècle.

### Littérature
Le chien est présent très tôt dans la littérature. C'est un symbole de fidélité comme dans le cas d'Argos, qui dans l’Odyssée reconnait son maître Ulysse à son retour et meurt ensuite, ou encore dans celui d'Husdent, le chien de Tristan dans Tristan et Iseut, qui est le seul à reconnaître son maître déguisé en fou.
Il n’est pas non plus oublié dans les romans tels que « Le Chien des Baskerville », une aventure de Sherlock Holmes, le détective inventé par Arthur Conan Doyle, Lassie, chien fidèle de Eric Knight, ou « Cujo » de Stephen King. Croc-Blanc, canidé mixte imaginé par Jack London, passe de la sauvagerie du loup à la fidélité du chien.

### Bande-dessinée
Dans la bande dessinée, le chien se veut compagnon et fidèle ami du héros comme Milou, Rantanplan et Idéfix, ou bien personnage à part entière comme Bill, Cubitus et Snoopy.

### Cinéma et télévision
Le chien est également à l’honneur au cinéma et à la télévision comme dans Beethoven, Lassie, Belle et Sebastien, Rintintin ou encore Rex.
Il est courant que les chiens meurent dans les films. Cela peut être pour faire avancer l'action, comme dans Fenêtre sur cour d'Alfred Hitchcock où lorsque le cadavre du chien est découvert, le fait que seul le voisin qu'il soupçonne du meurtre de sa femme ne vienne pas à la fenêtre renforce la certitude que Jeff a qu'il est coupable. Cela permet de rendre plus crédible l'histoire, par exemple dans un récit de science-fiction où la présence d'un chien, animal que nous connaissons, rend plus familier un univers inconnu. En outre, le chien peut être considéré comme un véritable personnage par le spectateur, aussi innocent qu'un enfant mais moins « sacré ». Sa mort fait alors éprouver le même sentiment de perte que celle d'un enfant mais est plus facile à appréhender, la mort d'un enfant étant un élément trop dur à envisager.

### Musique
De très nombreuses chansons ont pour thème le chien et ses relations avec l'homme.
- Le chien dans la vitrine, chanson popularisée par Line Renaud (1952)
- Les Filles et les Chiens, chanson de Jacques Brel (1964)
- Mirza, chanson de Nino Ferrer (1965)
- Le Chien, chanson de Bénabar (1997)
- Baltique, chanson de Renaud (2002)

## Chiens célèbres réels
Liste non exhaustive :
- Abaker, chien du pharaon Khéops ;
- Abutiu, chien égyptien qui a été gratifié d'un ensemble funéraire ;
- Bo, un chien d'eau portugais appartenant la famille Obama, et Fala, scottish-terrier de Franklin Delano Roosevelt ;
- Baltique, chien de François Mitterrand ;
- Balto ;

- Barry ;
- Belka et Strelka ;
- Blondi ;

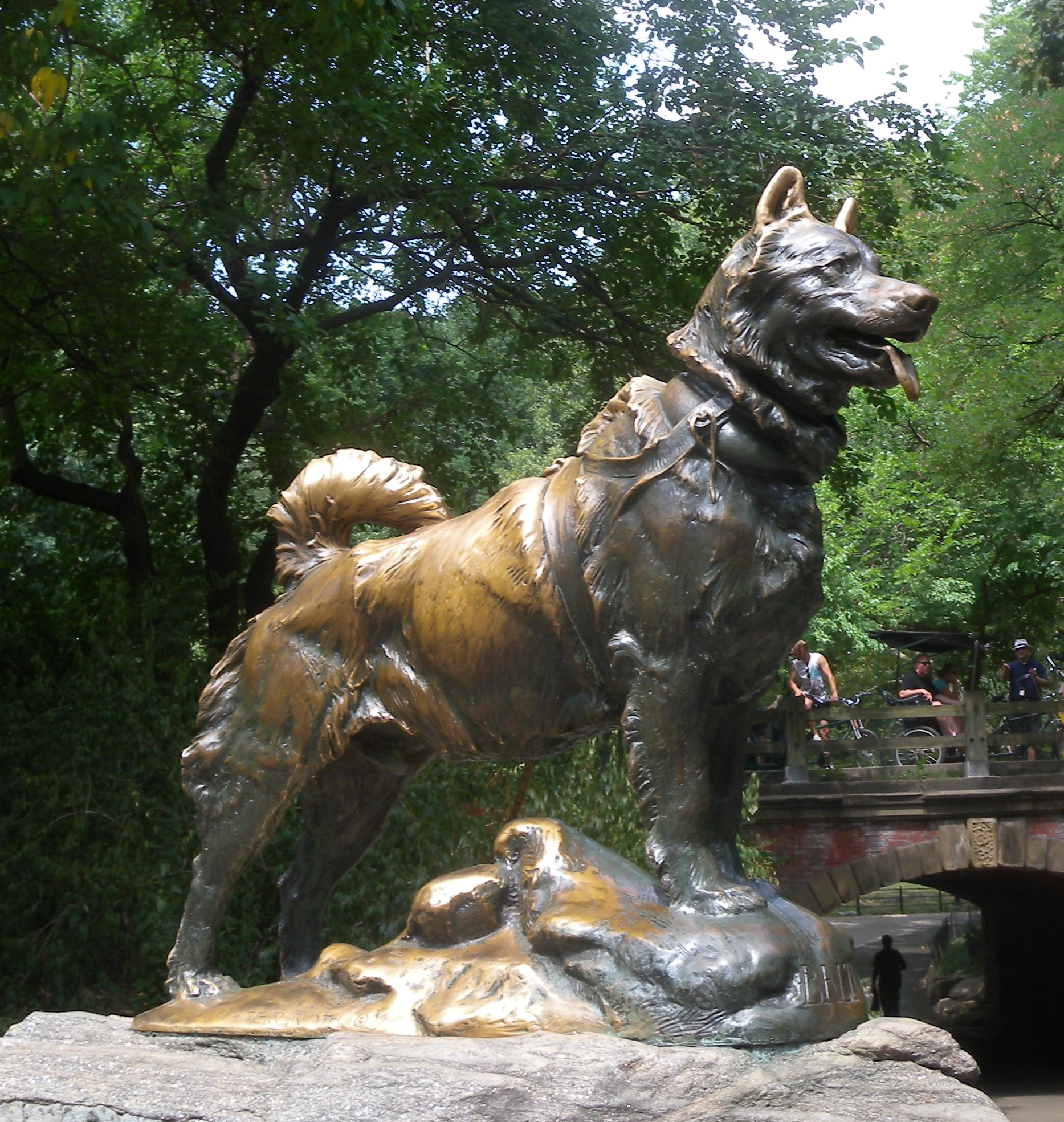
Statue de Balto à Central Park (New York).

- Brownie the Wonder Dog, chien acteur américain du cinéma muet dans les années 1920 ;
- les chiens du programme spatial soviétique, dont  Laïka, premier être vivant envoyé dans l'espace ;
- Champ et Major, chiens de Joe Biden ;
- Conan et ses six clones, mastiffs de Javier Milei ;
- Fortuné, chien de Joséphine de Beauharnais ;
- Greyfriars Bobby ;
- Hachikō, chien qui attendra pendant neuf ans son maître décédé. Il est le symbole de fidélité au Japon ;
- Khéops ;
- Lampo, chien voyageur ;
- Leuk, chien de guerre des Forces armées françaises, de race malinoise, décoré de la médaille Dickin  le 23 avril 2021, à titre posthume, pour avoir « fait preuve d'une bravoure et d'un dévouement exceptionnels » ;
- Lightning, chien acteur dans les années 1930 ;
- Lump (en), un teckel, chien préféré de Pablo Picasso.
- le berger allemand fidèle surnommé « Kostya » (« Constant »), qui a sa statue nommée Loyauté (en) à Togliatti en Russie ;
- Mabrouka, Mabrouk et Mabrouk Junior ;
- Negro Matapacos, chien chilien symbole du mouvement étudiant chilien de 2011 et des manifestations de 2019 au Chili ;
- Red dog, chien australien dont l'histoire a inspiré le film du même nom ;

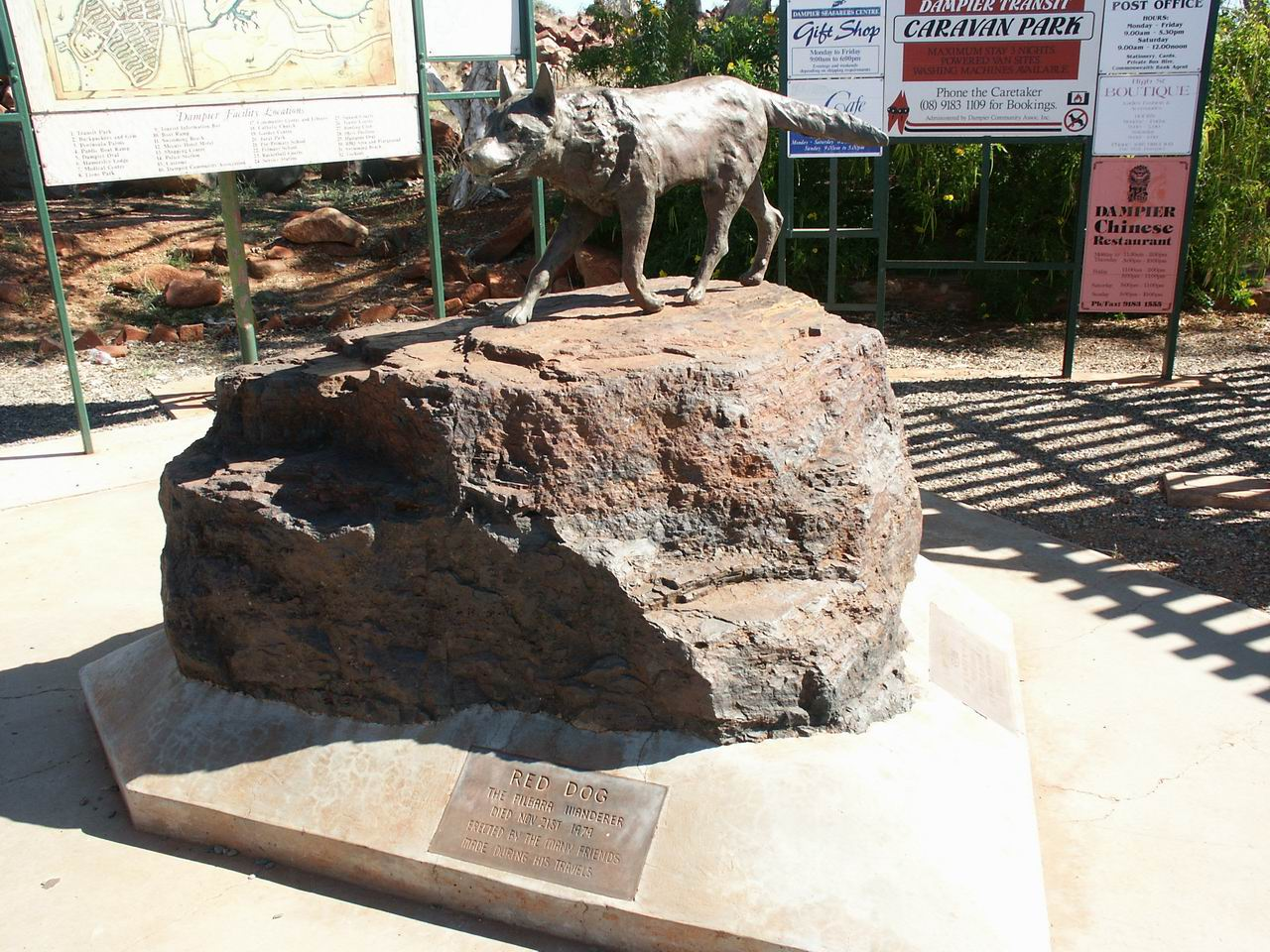
Statue de Red dog à Dampier (Australie).

- Rex III, chien policier dressé par Arthur Holman, ayant grandement contribué à la mise en place des chiens policiers à Scotland Yard[22] ;
- Rintintin acteur canin ;
- Saucisse ;
- Silver Streak acteur canin ;
- Snuppy, premier chien conçu par clonage ;
- Strongheart, chien acteur dans les années 1920, ayant son étoile sur le Hollywood Walk of Fame ;
- Stubby, chien de guerre le plus décoré de la Première Guerre mondiale ;
- Taro et Jiro, seuls chiens huskies de Sakhaline survivants après leur abandon en Antarctique, évoqués dans le film Antarctica ; ils sont symbole de courage, de vie et de persévérance au Japon ;
- Tongdaeng chienne appartenant au roi de Thaïlande Rama IX[23] qui lui consacra une biographie ;
- Uggie, chien acteur et vedette de cinéma.